# Daewang Rock
Daewang Rock är en kulle i Antarktis. Den ligger i Sydshetlandsöarna. Argentina, Chile och Storbritannien gör anspråk på området. Toppen på Daewang Rock är 1 meter över havet.
Terrängen runt Daewang Rock är platt åt sydväst, men åt nordost är den kuperad. Havet är nära Daewang Rock åt sydväst. Trakten är glest befolkad. Närmaste befolkade plats är Escudero Station, 9,6 kilometer väster om Daewang Rock. 